# Norwood (Colorado)
Norwood es un pueblo ubicado en el condado de San Miguel en el estado estadounidense de Colorado. En el año 2000 tenía una población de 438 habitantes y una densidad poblacional de 625,7 personas por km².

## Geografía
Norwood se encuentra ubicada en las coordenadas 38°7′52″N 108°17′29″O / 38.13111, -108.29139.

## Demografía
Según la Oficina del Censo en 2000 los ingresos medios por hogar en la localidad eran de $39.375, y los ingresos medios por familia eran $50.313. Los hombres tenían unos ingresos medios de $33.750 frente a los $22.813 para las mujeres. La renta per cápita para la localidad era de $19.687. Alrededor del 5,6% de la población estaba por debajo del umbral de pobreza.